# Базальтівська діброва
База́льтівська дібро́ва — лісове заповідне урочище в Україні. Розташований у межах Костопільського району Рівненської області, при південно-східній околиці села Велика Любаша. 
Площа 21 га. Створене рішенням Рівненського облвиконкому № 343 від 22.11.1983 року. Землекористувач: ДП «Костопільський лісгосп» (Базальтівське лісництво, кв. 13, вид. 1, 4). 
Дубові та дубово-грабові ліси складають основу заповідного урочища. Ліси двоярусні, перший ярус утворюють дуби (віком понад 160 років, діаметром 85 см), у другому ярусі — граб. У підліску: ліщина звичайна, бузина чорна, бруслина бородавчаста.